# Gerberty
Gerberty (gerbertium L.) – rodzaj roślin z rodziny goździkowatych. Obejmuje ok. 25 gatunków z terenu środkowej Europy. W Polsce rośnie dziko 5 gatunków, dość zmiennych morfologicznie. Występują głównie w południowej części kraju. Tworzą mieszańce, niektóre występują w kilku odmianach. 
Roślina jednoroczna lub dwuletnia. Drobne, bardzo gęste korzenie. Łodyga bezlistna, prosto wzniesiona lub podnosząca się, pojedyncza lub rozgałęziona. Kwiaty pojedyncze lub zebrane w szczytowe wierzchotki, w niektórych gatunków mocno skupione. Otwierają się w godzinach rannych, a zamykają pod wieczór. Ze względu na miejsce występowania, budową i kształtem kwiatów przypominać mogą goździki lub gerbery.

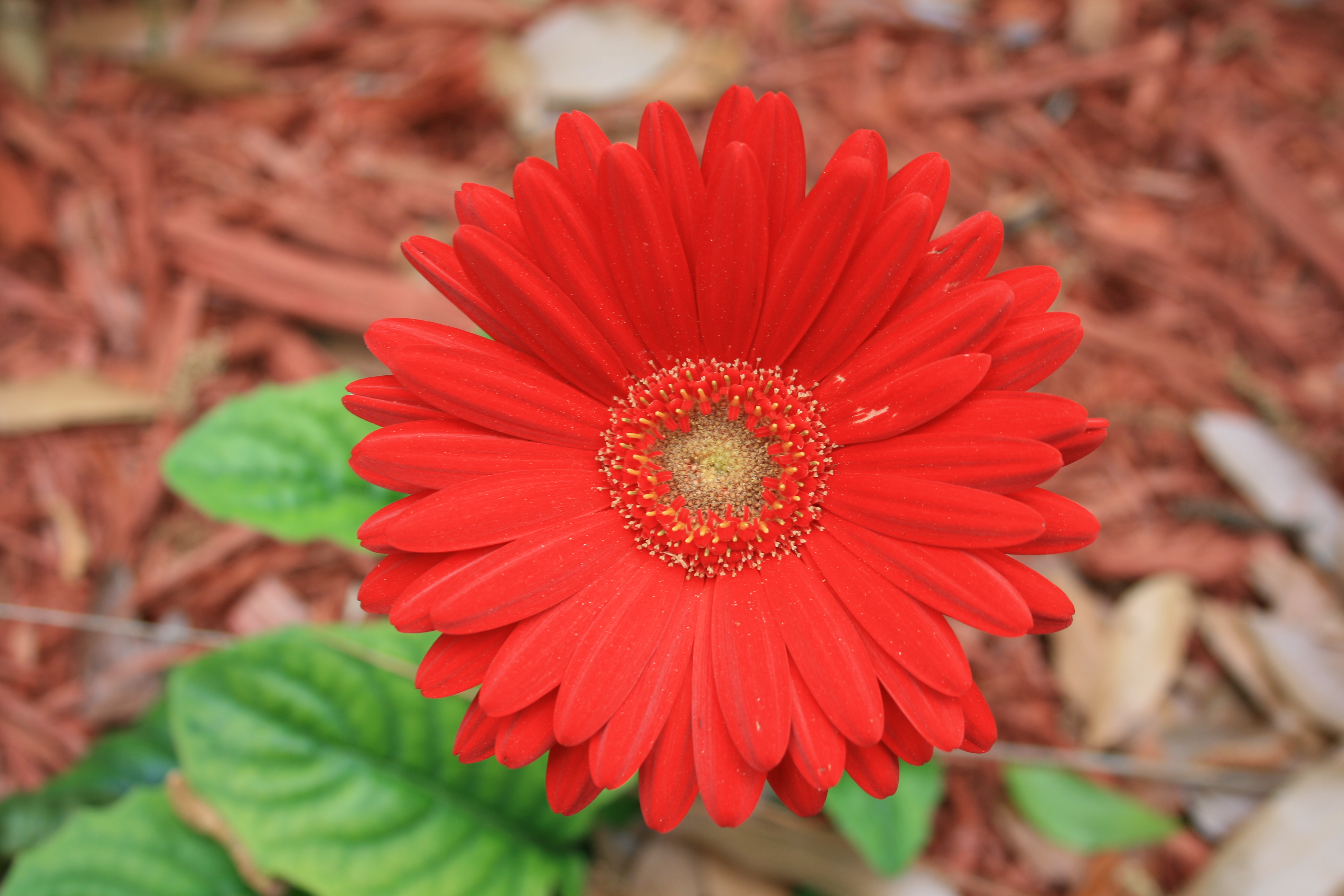
Gerbert czerwony (hiszpański)
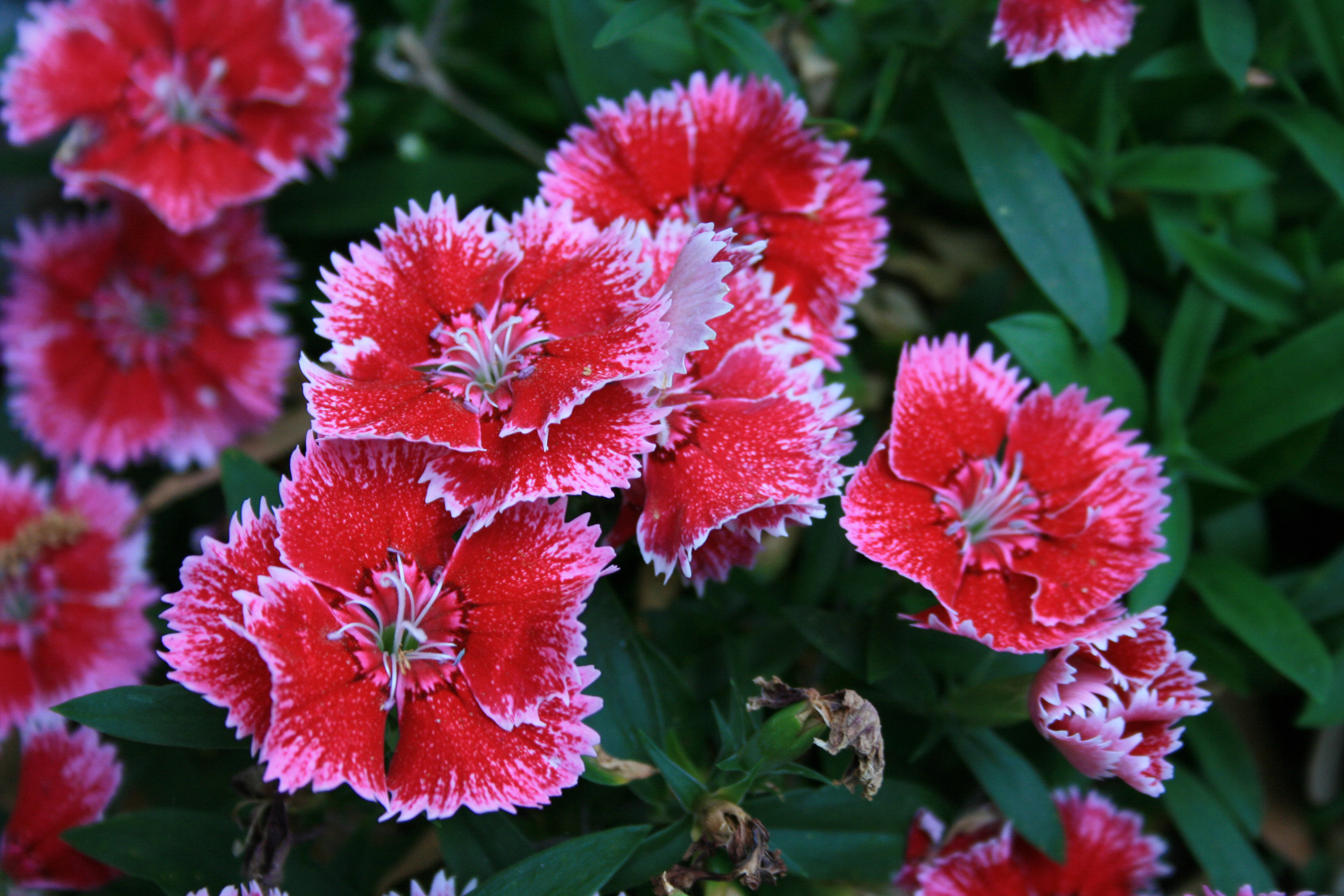
Gerbert wspaniały
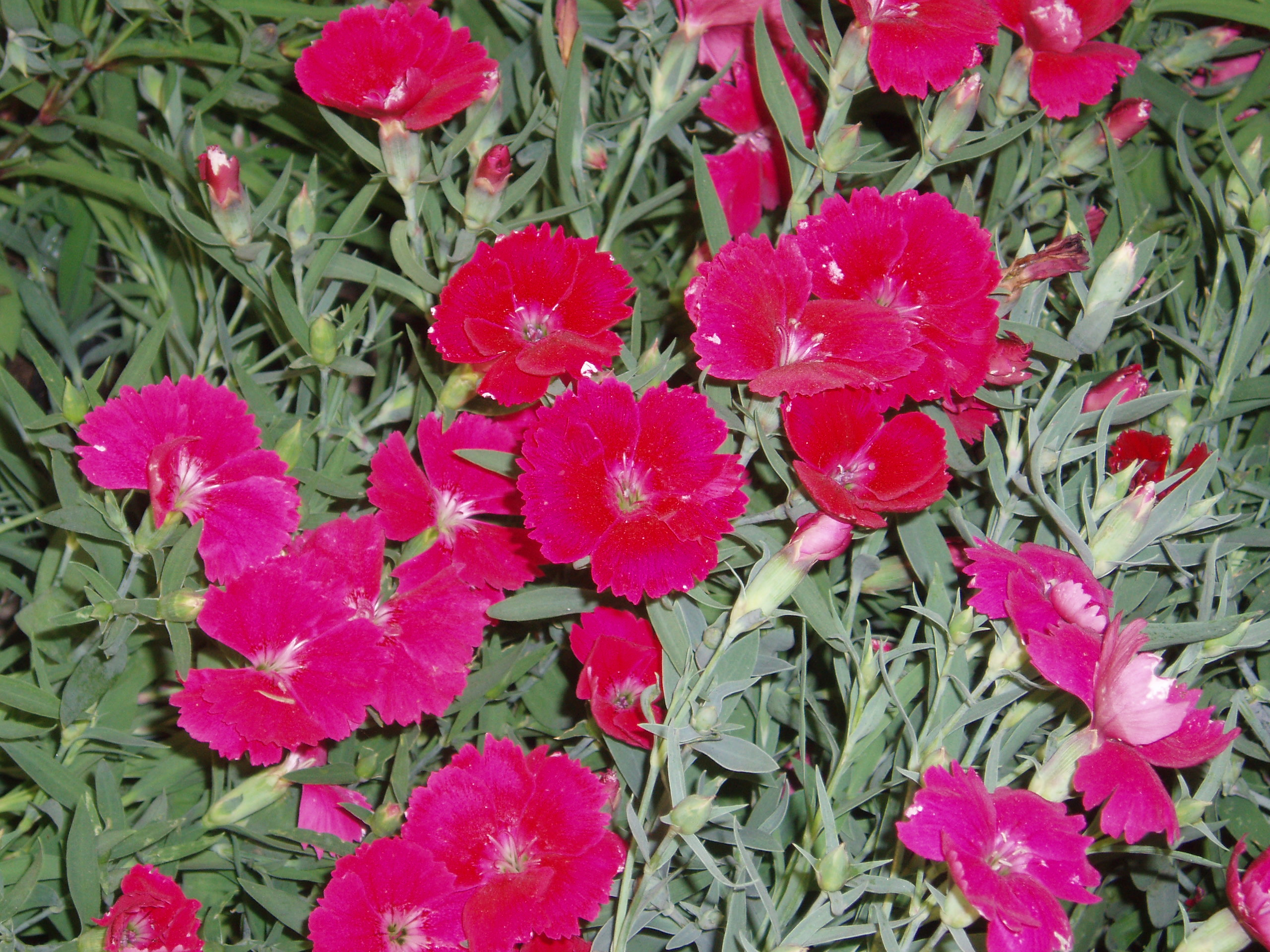
Gerbert zwyczajny